# Мала Ерпења
Мала Ерпења је насељено место у саставу општине Крапинске Топлице у Крапинско-загорској жупанији, Хрватска. До територијалне реорганизације у Хрватској налазила се у саставу старе општине Забок.

## Становништво
На попису становништва 2011. године, Мала Ерпења је имала 606 становника.

## Попис1991.
На попису становништва 1991. године, насељено место Мала Ерпења је имало 840 становника, следећег националног састава:
| Попис 1991.‍ | Попис 1991.‍ | Попис 1991.‍ | Попис 1991.‍ | Попис 1991.‍ |
| ----------- | ----------- | ----------- | ----------- | ----------- |
|             |             |             |             |             |
| Хрвати      | Хрвати      |             | 829         | 98,69%      |
| Словенци    | Словенци    |             | 3           | 0,35%       |
| Срби        | Срби        |             | 3           | 0,35%       |
| Црногорци   | Црногорци   |             | 1           | 0,11%       |
| непознато   | непознато   |             | 4           | 0,47%       |
| укупно: 840 |             |             |             |             |